# Ланские Горки
Ланские Горки — деревня в Солецком районе Новгородской области.

## География
Находится в западной части Новгородской области на расстоянии приблизительно 13 км на юг по прямой от районного центра города Сольцы.

## История
В 1909 году здесь (деревня Старорусского уезда Новгородской губернии) было учтено 19 дворов. До 2020 года входила в состав Выбитского сельского поселения.

## Население
Численность населения: 103 человека (1909 год),  22 (русские 95 %) в 2002 году, 13 в 2010.